# Coptocercus undulatus
Coptocercus undulatus là một loài bọ cánh cứng trong họ Cerambycidae.